# Willefonden
Willefonden är en svensk insamlingsstiftelse som inrättats för att hjälpa barn med okända, ofta dödliga, hjärnsjukdomar. Fonden grundades av Mikk och Helene Cederroth och har fått sitt namn efter ett av deras barn. Syftet var att "samla in pengar för att anordna en världskongress för att samla all kunskap om hjärnsjukdomar". Paret Cederroth mottog 2020 priset Årets vårdhjältar för sitt arbete med fonden.

## Bildande
Willefonden bildades 1999 av Willes föräldrar Mikk och Helene Cederroth då sonen Wille dog av en okänd hjärnsjukdom när han var 16 år gammal. Även Willes två syskon Emma och Hugo avled av odiagnostiserade hjärnsjukdomar. Emma dog när hon var sex år gammal år 2000 och Hugo 2002 när han var 10 år gammal.

## Verksamhet
Willefonden grundades med syftet att "samla in pengar för att anordna en världskongress för att samla all kunskap om hjärnsjukdomar". En årligt återkommande aktivitet är en föräldrahelg "med föreläsningar och andra aktiviteter där föräldrar får träffa andra föräldrar i liknande situation". Verksamhetsbeskrivningen är att:
| Stiftelsens ändamål är att hjälpa familjer med hjärnsjuka barn och tonåringar som har en fortskridande odiagnostiserad hjärnsjukdom trots intensivt sökande. Hjälpen ska var av det slaget som ger livet en extra liten guldkant, när familjen är på sjukhus eller liknande inrättning utanför sitt hemlandsting för att söka diagnos. Stiftelsen ska även kunna hjälpa medföljande syskon i ovan nämnda familjer. På längre sikt är stiftelsens syfte att också kunna hjälpa till med diagnostiseringen av ovan nämnda barn. Ett exempel skulle kunna vara en av stiftelsen ordnad kongress med brett medicinskt deltagande för att på så sätt eventuellt möjliggöra en diagnostisering av barnen, i första hand med degenerativ hjärnsjukdom. |

Varje år delar Willefonden ut Willefondens guldkant till barn som lider okända hjärnsjukdomar. Anhöriga kan ansöka om en guldkant till deras barn som lider av odiagnostiserad hjärnsjukdom. Vad som räknas som guldkant styrs av barnets behov.
Willefonden har 90-konto och kontrolleras av Svensk insamlingskontroll (SFI).